# Sarah Liu
Sarah Liu (* 11. Juni 1981 in Nordhorn) ist eine deutsche Moderatorin, Fernseh- und Theaterschauspielerin sowie Kommunikationscoach.

## Leben
Von 1996 bis 2000 nahm Liu privat Schauspielunterricht und setzte nach dem Abitur am Gymnasium Nordhorn ihre Schauspielausbildung von 2000 bis 2002 an der Musicalschule Stairs up in Osnabrück fort. Von 2002 bis 2004 studierte sie Germanistik und Anglistik in Osnabrück und legte ihr erstes Staatsexamen ab.
Ihr Fernsehdebüt hatte Liu 2005 in einer Nebenrolle in der 2004 gedrehten Sat.1-Serie LiebesLeben. Neben weiteren Rollen in Fernsehserien, wie beispielsweise Unter uns auf RTL und Axel! will's wissen auf ProSieben, spielte sie in den Theateraufführungen Murder for Fun 2005 in Köln und Der Da Vinci Mord 2006 in Saarbrücken.
Im März, Juni und September 2006 war sie die Urlaubsvertretung für Katrin Bauerfeind im werktags erscheinenden Video-Blog Ehrensenf.
Bekannt wurde Liu vor allem durch die Verkörperung der Schulsozialarbeiterin Sarah Lee bei der RTL Scripted-Doku Die Schulermittler, in der sie bis zur Einstellung der Serie im Jahr 2013 zu sehen war.
Seit 2015 arbeitet Sarah Liu als Sprecherin.
Seit August 2014 ist Sarah Liu verheiratet, 2017 bekam sie einen Sohn.

## Filmografie (Auswahl)
- 2004: LiebesLeben (Fernsehserie)
- 2004: Unter uns (Fernsehserie)
- 2005: Der Verfolger (Kurzfilm)
- 2005: Axel! will's wissen (Fernsehserie)
- 2005: Keine Gnade (Pilot)
- 2006: Stolberg (Fernsehserie)
- 2006: Freitag Nacht News
- 2007: Sony BMG/Four Music Vodcast
- 2007: Das akademische Viertel (Kurzfilm)
- 2009–2013: Die Schulermittler (Scripted-Doku-Soap)
- 2012: Plötzlich 70! (Fernsehfilm)
- 2013: Schmidt – Chaos auf Rezept (Fernsehserie)

## Theater- und Musicalrollen (Auswahl)
- 1999/2000: Goodbye Klein Amerika – Musical, Nordhorn
- 2002/2003: Crash – Musical, Nordhorn
- seit 2005: Murder for Fun – Theater, Köln
- 2006: Business Affairs – Theater, Düsseldorf
- seit 2006: Der Da Vinci Mord – Theater, Saarbrücken